# Jean-Philippe Dubois
Jean-Philippe Dubois, född 21 november 1965, är en fransk travtränare och travkusk. Han är son till travprofilen Jean-Pierre Dubois och bror till Jean-Étienne Dubois. Han är även pappa till Julien Dubois och Étienne Dubois som har följt sin pappas fotspår och även dom blivit tränare och kuskar.

## Karriär
Jean-Philippe Dubois har tagit över 1000 tränarsegrar och 1450 kusksegrar. Han har tränat flera stjärnhästar, bland andra Royal Dream, Cygnus d'Odyssée, Prodigious och Inoubliable i dennes tidiga karriär.
Med Royal Dream vann han Prix d'Amérique (2013).
Dubois är även verksam som uppfödare av travhästar och galopphästar.

## Segrar i större lopp
| År   | Lopp                  | Häst               | Tränare              | Lopptyp |
| ---- | --------------------- | ------------------ | -------------------- | ------- |
| 1988 | Prix de l'Étoile      | Rainbow Runner     | Jean-Philippe Dubois | Grupp 1 |
| 1990 | Prix Albert-Viel      | Vizir Pont Vautier | Jean-Philippe Dubois | Grupp 1 |
| 1994 | Prix de Sélection     | Cygnus d'Odyssée   | Jean-Philippe Dubois | Grupp 1 |
| 1994 | Critérium des 4 ans   | Cygnus d'Odyssée   | Jean-Philippe Dubois | Grupp 1 |
| 2007 | Critérium Continental | Prodigious         | Jean-Philippe Dubois | Grupp 1 |
| 2009 | Critérium des 5 ans   | Queen's Glory      | Jean-Philippe Dubois | Grupp 1 |
| 2012 | Prix de France        | Royal Dream        | Jean-Philippe Dubois | Grupp 1 |
| 2012 | Prix d'Amérique       | Royal Dream        | Jean-Philippe Dubois | Grupp 1 |